# Árbol Huluppu

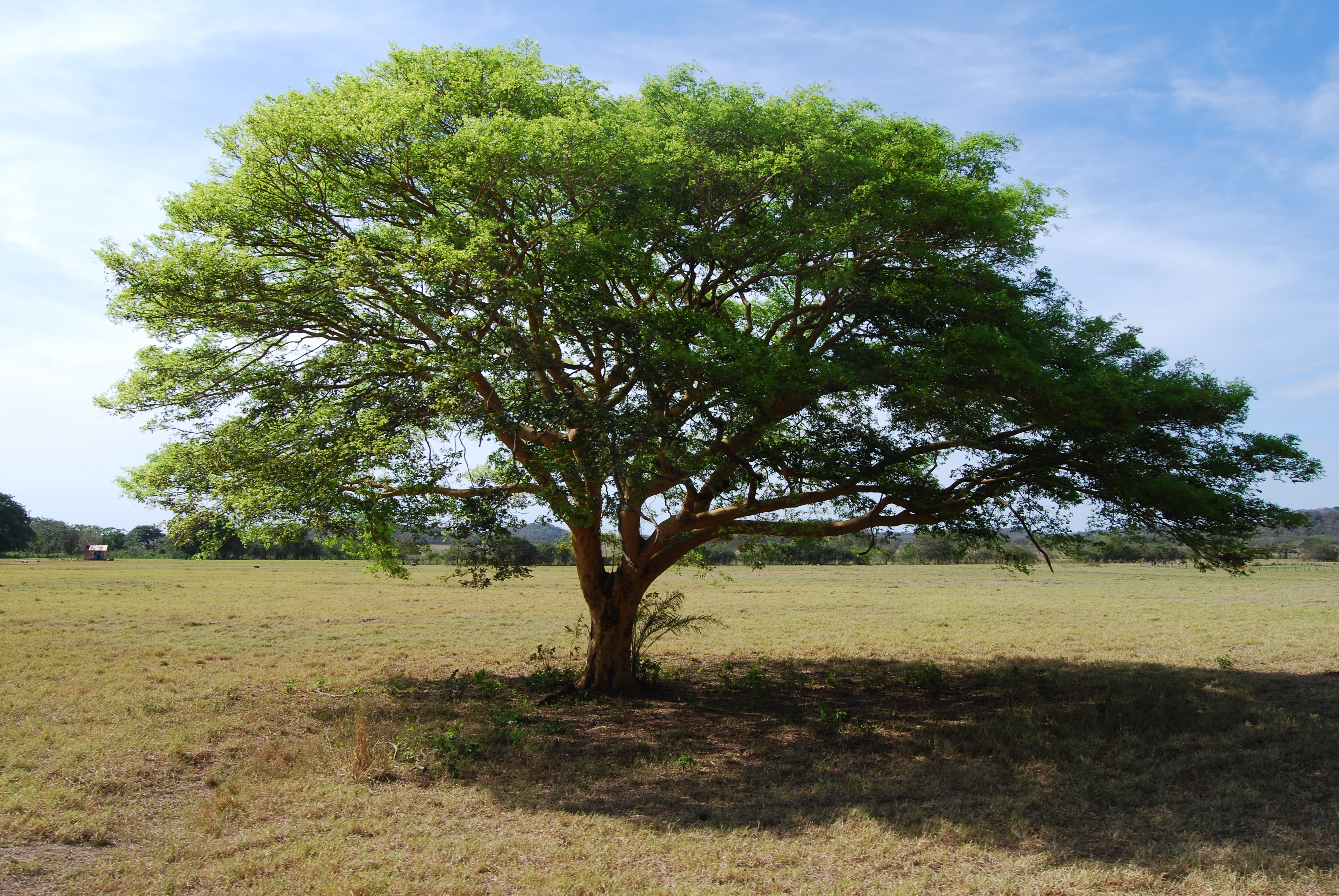

El árbol Huluppu sale en la versión sumeria de la epopeya de Gilgamesh. En este poema participan Utu (Shamash) y el famoso rey de Uruk Gilgamesh. Es el primer árbol mitológico que se cuenta en la historia de la humanidad.

## Historia
La historia se centra en la joven diosa Inanna (Ishtar), que simboliza el amor, una deidad que tiene que madurar para vencer a sus miedos.
La historia cuenta que el árbol Huluppu fue plantado en la ribera del río Éufrates. Una fuerte ventisca arranca el árbol de raíz, siendo arrastrado por el gran río Éufrates. Casualmente estaba allí una mujer rezando a los dioses An (Anu) y Enlil, nada más ni nada menos que la diosa del amor, Inanna, donde decide recoger el árbol del río. Esta joven divinidad sumeria se llevó el árbol a Uruk para plantarlo en su jardín sagrado.
Quería hacerse un trono de madera, aunque pasado 10 años el árbol engroso, pero su corteza no se abría. Para sorpresa de esta deidad fue cuando su árbol tuvo una serie de huéspedes, una serpiente que no puede ser encantada, el pájaro Imdugud (Anzu) puso un nido en la copa del árbol y una doncella-demonio llamada Lilitu (Lilith). Inanna asustada empezó a llorar y le pidió ayuda a su hermano gemelo Utu, pero el dios del sol se niega a ayudarla, así que decide pedirle ayuda a su hermano sagrado, el rey Gilgamesh, donde decide ayudarla.
El poderoso rey de Uruk golpea a la serpiente que no puede ser encantada, seguidamente el pájaro Imdugud salió volando del nido con sus pequeños, y por último, Gilgamesh destruye la casa de la doncella-demonio Lilitu. El poema sumerio acaba con un final feliz, donde Gilgamesh talló un trono y un lecho con el tronco del árbol para la diosa Inanna. La diosa del amor decide hacerle un pukku y un mikku para su hermano sagrado Gilgamesh. Muchos historiadores comentan que el árbol Huluppu era un sauce. Recuerda mucho al árbol bíblico del bien y el mal.